# WSOF 6
WSOF 6: Burkman vs. Carl foi um evento de MMA promovido pelo World Series of Fighting, ocorrido em   26 de outubro de 2013 em Bank United Center em Coral Gables, Flórida. 

## Background
O evento é esperado para ter a luta entre os meio médios Josh Burkman e Steve Carl pelo cinturão da categoria do WSOF. 

## Card Oficial
^ a: Pelo Cinturão Inaugural Meio Médio do WSOF.